# Haro van Hemert tot Dingshof
Haro baron van Hemert tot Dingshof (Assen, 12 mei 1879 – Den Haag, 16 februari 1972) was een Nederlandse officier bij het Korps Mariniers, bekend om zijn leiderschap tijdens zijn dienst in China en de Tweede Wereldoorlog. Hij was tevens een vermaard verzamelaar van oosterse kunst.

## Leven en loopbaan
Van Hemert werd geboren in Assen als zoon van Coenraad Jan baron Van Hemert tot Dingshof en jonkvrouw Anna Adriana Reinira Henderica van der Wijck. Na een vierjarige opleiding aan het Koninklijk Instituut voor de Marine werd hij op 21 september 1900 benoemd tot tweede luitenant bij de Mariniers. In 1906 nam hij deel aan de Bali-expeditie.
Van 1913 tot 1920 diende Van Hemert als commandant van de Nederlandse legatiewacht in Peking in China. Tijdens de Eerste Wereldoorlog was hij verantwoordelijk voor de beveiliging van de Nederlandse legatie en speelde hij een belangrijke rol in de bescherming van de belangen van geïnterneerde burgers van de Centralen. Hij werd geprezen om zijn vermogen om persoonlijk leed en materiële schade te voorkomen. In deze periode ontmoette hij ook zijn toekomstige echtgenote, Kichy Urata, met wie hij in 1921 trouwde en vier kinderen kreeg.
Na zijn terugkeer in Nederland bekleedde hij verschillende functies, waaronder die van oudst aanwezend officier in Soerabaja. Hoewel hij in 1931 als luitenant-kolonel met pensioen ging, werd hij in 1933 teruggeroepen om een bataljon Mariniers op te richten uit 'overtollige' vlootmilitairen. Dit bataljon voerde hij aan tijdens de mobilisatie van 1939-1940 en de daaropvolgende gevechten tegen de Duitsers in Zeeland. Dankzij een vrijstelling voor reserveofficieren geboren vóór 1897 werd hij in 1943 niet opnieuw krijgsgevangen gemaakt. Zijn militaire carrière werd afgesloten met een bevordering tot ere-generaal-majoor in 1955.

## Reputatie en nalatenschap
Als militair werd Van Hemert beschouwd als een troupier, een 'vechtsoldaat' die veel van zijn ondergeschikten eiste. Desondanks genoot hij groot respect vanwege zijn deskundigheid en zijn bereidheid om risico's en ontberingen met hen te delen. Zijn voorbeeld inspireerde vele jongere officieren. Er bestaat speculatie dat zijn huwelijk met een Japanse vrouw er mogelijk toe heeft bijgedragen aan het feit dat hij de hoogste functie binnen het Korps Mariniers nooit heeft bekleed.

## Verzamelaar van oosterse kunst
Buiten zijn militaire loopbaan was Van Hemert een gepassioneerd verzamelaar van oosterse kunst, met name Chinese stukken zoals porselein, schilderijen en houtsnijwerk. Zijn collectie werd voor een groot deel opgebouwd tijdens zijn verblijf in Peking. De meest waardevolle stukken bevinden zich in het Algemeen Rijksarchief in Den Haag. Ook een kleine fotocollectie van de Bali-expeditie van 1906 is bewaard gebleven in het Bronbeek-museum.
- Biografisch Portaal: 12073902
- RKD-Nederlands Instituut voor Kunstgeschiedenis: 481136
- Virtual International Authority File: 280001279